# Anton Dietrich
Pour les articles homonymes, voir Dietrich.
Anton Dietrich, né le 27 mai 1833 à Meissen et mort le 4 août 1904 à Leipzig, est un peintre saxon.

## Biographie
Anton Dietrich naît le 27 mai 1833 à Meissen.

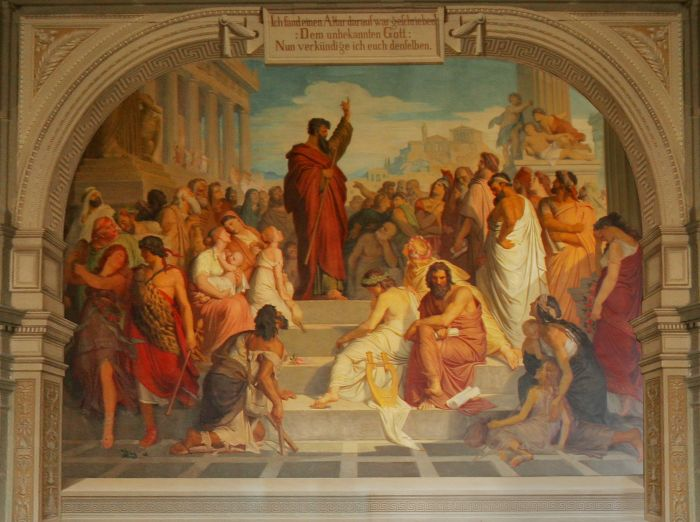
Paul prêchant à l'Aréopage d'Athènes, fresque murale dans l'auditorium du Christian-Weise-Gymnasium à Zittau, Saxe.

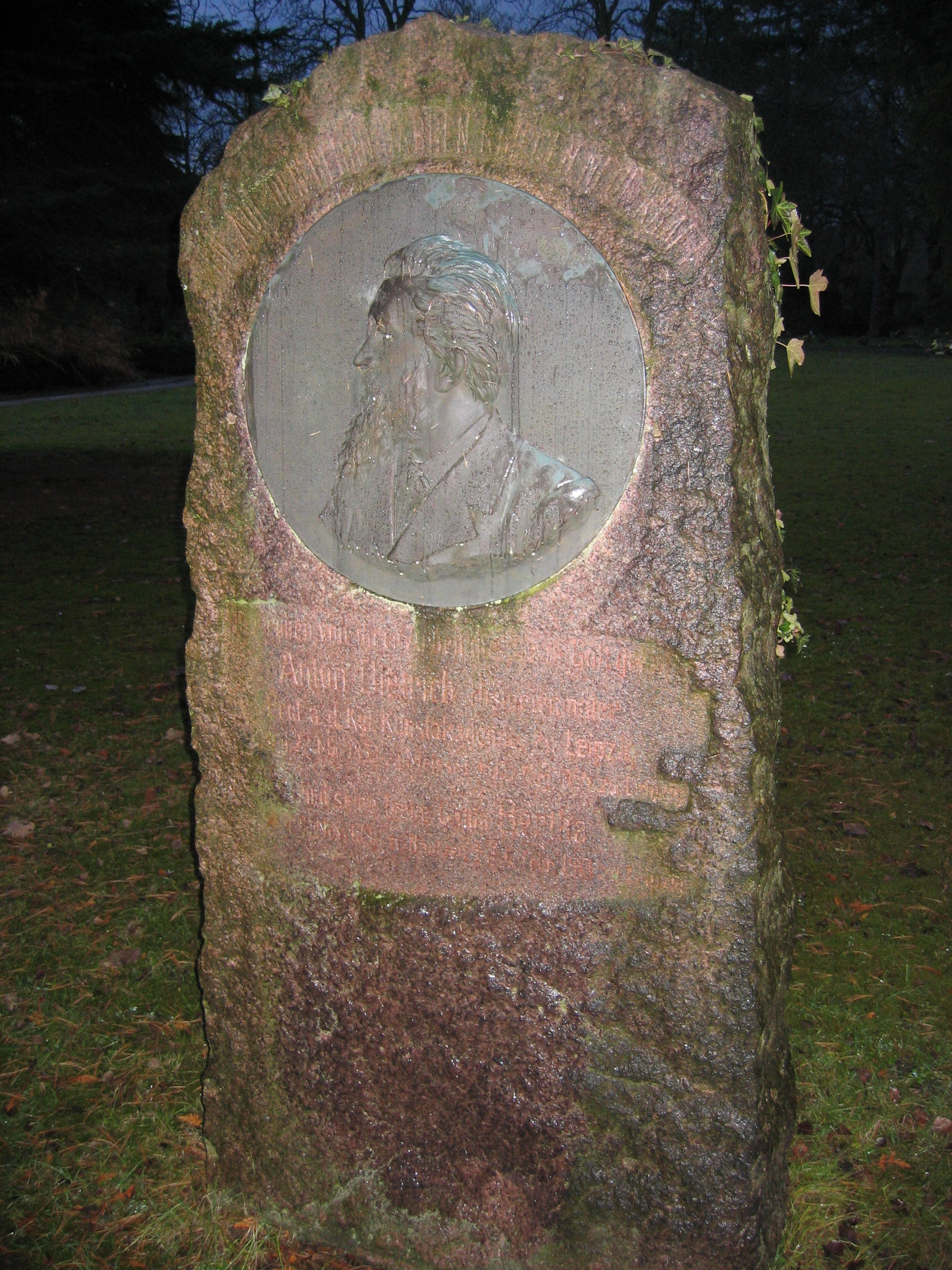
La tombe d'Anton von Dietrich, dans le cimetière du Sud de Leipzig.

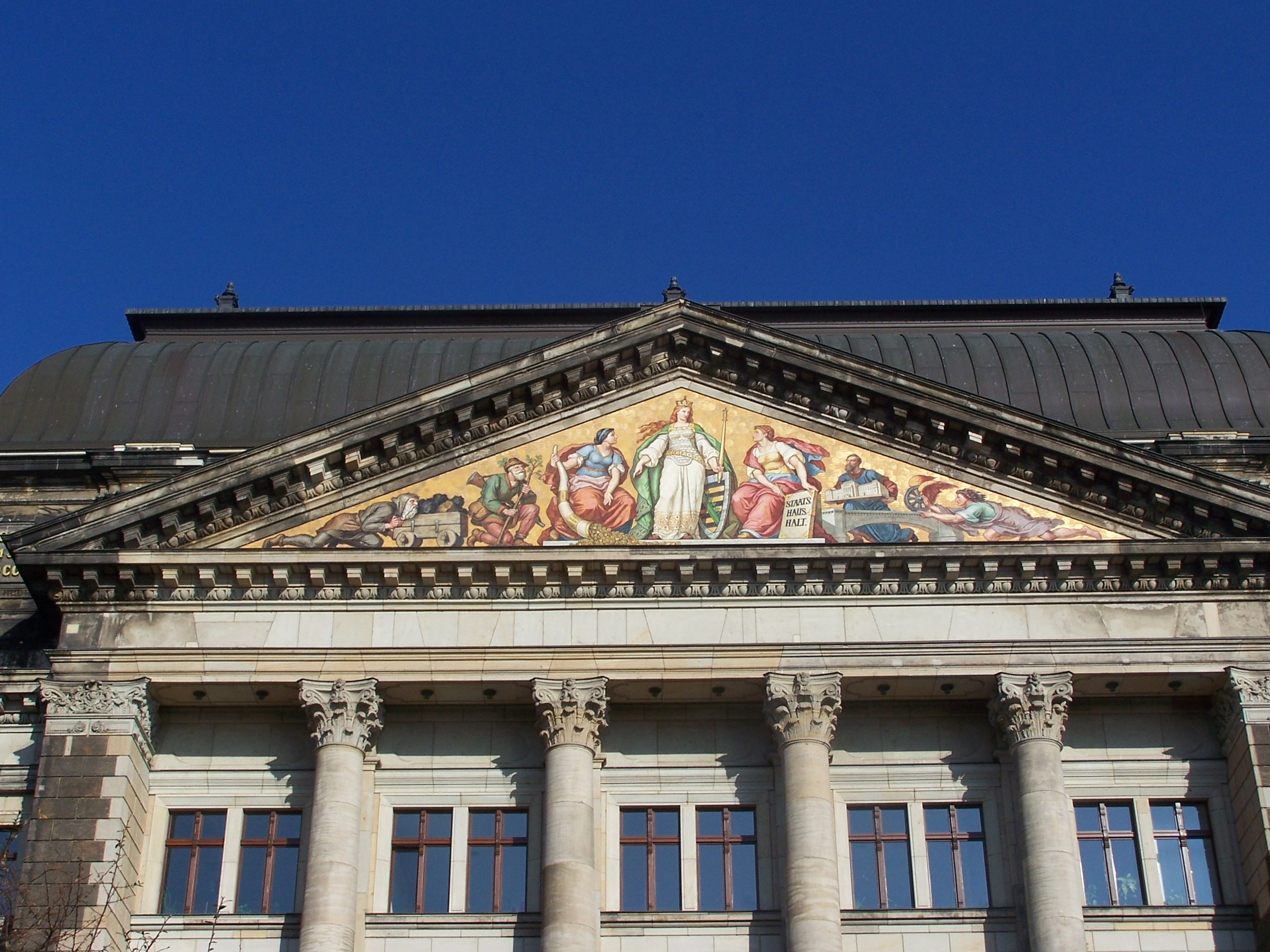
Fresque du fronton du ministère des finances de Saxe : La Saxe reçoit les hommages et les présents des Arts et de ses administrés.

À 14 ans, Anton Dietrich arrive à l'École supérieure des beaux-arts de Dresde, où devient l'élève de sculpteurs, dont Ernst Julius Hähnel. Malgré les troubles politiques, Dietrich commence sa carrière en 1848 avec un tableau présenté lors d'une exposition de l'Académie.
Cette même année, il devient l'élève du peintre Eduard Bendemann. Dietrich déménage peu de temps après avec Leonhard Gey (de) dans l'atelier de Julius Schnorr von Carolsfeld. Malgré des critiques positives, Dietrich n'est pas en mesure de gagner sa vie en tant qu'artiste indépendant, de sorte qu'il subvient à ses besoins en travaillant comme illustrateur pour divers éditeurs et marchands d'art.
Dietrich apprend les techniques de fresque de Carl von Binzer (de) et s'installe à Weimar. Il y découvre la peinture murale, qui sera désormais au centre de son art. Peu de temps après, Dietrich devint l'élève de Julius Schnorr von Carolsfeld à Dresde. L'une de ses premières grandes œuvres est Rodolphe de Habsbourg sur le cadavre d'Ottokar de Bohême qui est créé lors d'une exposition et qui lui vaut une bourse de voyage académique.
Ce généreux soutien financier permet à Dietrich d'avoir des années de formation à Düsseldorf en 1859 et 1860, à l'école de peinture de Düsseldorf. De là, il démarre un grand voyage en Italie, visite Venise et Rome, voyage jusqu'à Naples. Sur le chemin du retour, il s'arrête plusieurs semaines à Munich et retourne à Dresde en 1865.
Dietrich fonde un atelier à Dresde, dans lequel naît l'une des premières œuvres de sa série sur Otton le Grand. Les photographies de ces créations sont rapidement diffusées en grande quantité. En 1868, Dietrich est chargé d'embellir la salle gothique de l'École Sainte-Croix de Dresde par des fresques historiques. Au bout de quatre ans, en 1872, Dietrich achève avec succès ce travail. Une autre commande occupe Dietrich jusqu'en 1878 au Johanneum (de) de Zittau, où il crée la fresque Paul prêche à l'Aréopage d'Athènes. La base de ce travail vient du livre 17 des Actes des Apôtres, versets 22-23. Dietrich crée également la fresque du fronton du bâtiment du ministère des Finances de l'État de Saxe (de) construit en 1894, représentant la Saxe entourée des arts et des recettes de l'État.
Dietrich prend un poste à la Hochschule für Grafik und Buchkunst Leipzig (HGB, Académie des Arts Visuels de Leipzig), où il mourut à l'âge de 71 ans, le 4 août 1904.